# Gaston Mialaret
Gaston Mialaret (Parigi, 10 ottobre 1918 – Garches, 30 gennaio 2016) è stato uno psicologo e pedagogista francese.

## Biografia
È stato uno dei creatori della scienza dell'educazione in Francia. Dal 1962 al 1969 ha presieduto il GFEN (Groupe français d'éducation nouvelle), succedendo a Henry Wallon, per poi divenirne presidente onorario. Ha diretto l'Istituto di Scienze dell'Educazione dell'Università di Caen dal 1972 al 1984 (dove insegnava dal 1969) ed ha assunto la direzione dell'Ufficio internazionale della Pubblica Istruzione dell'UNESCO a Ginevra (1987-1988).

## Opere
- Psychopédagogie des moyens audiovisuels dans l'enseignement du premier degré, Paris, PUF, 1964
- Éducation nouvelle et monde moderne, PUF, 1966
- L'apprentissage de la lecture, Paris, PUF, 1966
- L'apprentissage des mathématiques, Bruxelles, Dessart, 1967
- Les méthodes de recherche en sciences de l'éducation, Paris, PUF, Que sais-je ?, n° 3699
- Introduction aux sciences de l'éducation, Delachaux et Niestlé, UNESCO, 1985
- Pédagogie générale, PUF, 1991
- Les sciences de l'éducation, PUF, Que sais-je ?, n° 1645
- La psychopédagogie, Paris, PUF, Que sais-je ?, n°2357
- Psychologie de l'éducation, PUF, Que sais-je ?, n° 3475
- Le Plan Langevin-Wallon, Paris, PUF, 1997
- Propos impertinents sur l'éducation actuelle, PUF, 2003
- Sciences de l'éducation : aspects historiques, problèmes épistémologiques, PUF, Quadrige, 2006
- Le nouvel esprit scientifique et les sciences de l'éducation, PUF, 2011

### Edizioni italiane
- Il sapere pedagogico, Pensa Multimedia, 1999
- L' apprendimento della lettura, Armando Editore, 1996
- Introduzione alle scienze dell'educazione, Laterza, 1989
- Storia mondiale dell'educazione vol. 4, Città Nuova, 1988
- La psicopedagogia, Lucarini, 1988
- Le scienze dell'educazione, Lucarini, 1988